# 元真兒
元真兒（1991年3月29日—），韓國女演員。

## 演藝經歷
元真兒於2015年拍攝首部電影出道。
2017年，從120:1的選角競爭率中脫穎而出，飾演JTBC月火連續劇《只是相愛的關係》女主角河文秀。
2018年，出演JTBC電視劇《Life》，飾演小兒科醫生李晚霞。
2019年，出演電影《國王萬歲：木浦英雄》，該片由姜允成執導，改編自同名網路漫畫，講述木浦黑道出身的主角從政之後改變國家的故事，元真兒飾演片中律師姜素賢。
2019年，與池昌旭出演tvN週末連續劇《請融化我吧》，飾演女主角高美蘭。
2021年，出演JTBC電視劇《前輩，那支口紅不要塗》，飾演女主角尹頌雅。

## 影視作品

### 電影
| 年份   | 片名                   | 角色             |
| ------ | ---------------------- | ---------------- |
| 2015年 | 《Catch Ball》         |                  |
| 2015年 | 《退魔：巫女窟》       |                  |
| 2015年 | 《中古保羅》           |                  |
| 2015年 | 《Now Playing》        |                  |
| 2016年 | 《密探》               |                  |
| 2016年 | 《島. 失蹤者》         |                  |
| 2016年 | 《Bye By Bi》          |                  |
| 2017年 | 《鋼鐵雨》             | 厲敏慶           |
| 2018年 | 《錢力遊戲》           | 朴時恩           |
| 2019年 | 《國王萬歲：木浦英雄》 | 姜昭賢           |
| 2021年 | 《通话惊魂》           | 美妍（特别出演） |
| 2021年 | 《緣來大飯店》         | 怡英             |
| 2025年 | 《給我一首琴的時間》   | 柳貞雅           |

### 電視劇
| 年份   | 電視台       | 劇名                     | 角色   | 參          |
| ------ | ------------ | ------------------------ | ------ | ----------- |
| 2017年 | JTBC         | 《只是相愛的關係》       | 河文秀 | [ 5 ] [ 6 ] |
| 2018年 | JTBC         | 《Life》                 | 李晚霞 |             |
| 2019年 | tvN          | 《請融化我吧》           | 高美蘭 |             |
| 2021年 | JTBC         | 《前輩，那支口紅不要塗》 | 尹頌雅 |             |
| 2021年 | Netflix      | 《地獄公使》             | 宋昭賢 |             |
| 2022年 | Coupang Play | 《Unicorn獨角獸》        | 艾希莉 |             |
| 2025年 | ENA          | 《退貨兒童》             | 金雅鉉 |             |
| 2025年 | MBC          | 《法官李漢英》           | 金珍雅 |             |

### 舞台劇
| 年份   | 劇名       | 角色   | 備註   |
| ------ | ---------- | ------ | ------ |
| 2023年 | 《浮士德》 | 格雷琴 | [ 12 ] |

### MV
| 年份   | 演唱者 | 歌曲名稱 |
| ------ | ------ | -------- |
| 2021年 | 李遐怡 | 《ONLY》 |

## 提名及獲獎列表
| 年份   | 頒獎典禮              | 獎項               | 作品               | 結果 | 參            |
| ------ | --------------------- | ------------------ | ------------------ | ---- | ------------- |
| 2018年 | 第54屆百想藝術大獎    | 電視部門女子新人獎 | 《只是相愛的關係》 | 提名 | [ 13 ]        |
| 2018年 | 第6屆APAN Star Awards | 女子新人獎         | 《只是相愛的關係》 | 獲獎 | [ 14 ] [ 15 ] |
| 2018年 | 第2屆The Seoul Awards | 電視部門女子新人獎 | 《只是相愛的關係》 | 提名 | [ 16 ]        |
| 2020年 | 第25屆春史國際電影節  | 最佳新人女演員     | 《國王萬歲》       | 提名 | [ 17 ]        |